# Kharwar (distrikt)
Kharwar är ett distrikt i Afghanistan. Det ligger i provinsen Logar, i den östra delen av landet, 100 kilometer söder om huvudstaden Kabul. Administrativ huvudort är Kharwar.
Distriktet beräknades år 2022 ha cirka 31 000 invånare.